# Isla Meighen
Isla Meighen es una isla pequeña, aislada y deshabitada del archipiélago ártico canadiense, perteneciente al territorio autónomo de Nunavut, en Canadá.

## Geografía

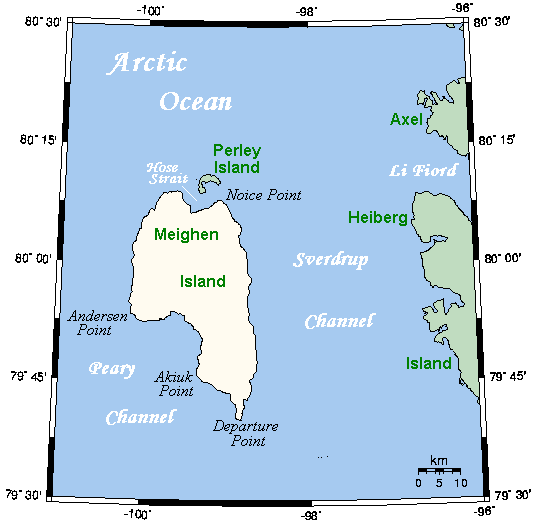
Mapa de Isla Meighen.

Isla Meighen, situada al oeste de Isla Axel Heiberg, tiene una superficie de 955 km² y está recubierta por campos de hielo. La isla está continuamente rodeada de hielo, y el noroeste de su costa se abre al océano Ártico.
Isla Meighen tiene pocas islas vecinas: a unos 40 km al oeste está la mayor de las islas cercanas, Isla Axel Heiberg; a apenas 4 km al norte, a través del estrecho de Hose, se encuentra una pequeña isla con forma de media luna, Isla Perley. Las Islas Fay son cuatro pequeñas islas que se encuentran entre Isla Meighen y la isla de Axel Heiberg en el Canal de Sverdrup.
Las costas de isla Meighen son planas, pero en el centro se eleva una elevación, formada por colinas permanentemente cubiertas de hielos, siendo la mayor de 150 m de altura. La superficie de la isla es principalmente de grava. Durante la primavera y el verano, pequeños arroyos alimentados por el agua del deshielo fluyen hacia la costa.

## Historia
Isla Meighen fue descubierta en 1916 por Vilhjalmur Stefansson, y fue una de las últimas islas árticas en ser descubierta, ya que está continuamente rodeada de hielo. Se le dio su nombre en honor de Arthur Meighen, primer ministro canadiense. A diferencia de muchas islas árticas canadienses, no se han encontrado rastros de campamentos de inuit o  thule, lo que sugiere que la isla nunca ha sido ocupada, y esto es probablemente debido a su extrema latitud norte.